# Meesterbrein IQ 10.000
Meesterbrein IQ 10.000 (Engels: Supermind) is een sciencefictionroman uit 1976 van de Canadese schrijver A.E. van Vogt. Het boek is een "fixup" van drie korte verhalen: Toevluchtsoord (Asylum, 1942), Het overtreffende intellect (The Proxy Intelligence, 1968) en Research Alpha (Research Alpha, 1965).

## Verhaal
Het boek handelt over verschillende personages met verschillende IQ's en toont hoe deze door het IQ-verschil een andere kijk hebben op sommige situaties en ook anders handelen.

De galactische beschaving is verdeeld in een kastesysteem op basis van iemands IQ. Er wordt een buitenpost op Aarde opgezet die bemand wordt door een wetenschapper en diens dochter, beiden een veel hoger IQ dan de menselijke bewoners. Binnen de galactische beschaving zijn er echter nog groepen die veel intelligenter zijn dan de andere. Een van deze groepen, de Dreegh, zijn vergelijkbaar met vampieren die enkel kunnen overleven door de levensenergie van anderen te absorberen. Een verkennersschip met een Dreegh-koppel arriveert op aarde om uit te zoeken of ze deze als basis kunnen gebruiken om zich te verbergen voor de Galactische beschaving.